# Crambomorphus grandidieri
Crambomorphus grandidieri är en insektsart som beskrevs av Herman Willem van der Weele 1907.
Crambomorphus grandidieri ingår i släktet Crambomorphus och familjen myrlejonsländor. Inga underarter finns listade i Catalogue of Life.